# Nadzwyczajni
Nadzwyczajni (fr. Hors normes) – francuski komediodramat z 2019 roku w reżyserii Oliviera Nakache'a i Érica Toledano.

## Fabuła
Bruno Haroche i Malik, żyd i muzułmanin, od 20 lat z grupą młodych ludźmi pomagają innym. Jeden prowadzi stowarzyszenie Głos Sprawiedliwych, które zajmuje się osobami potrzebującymi pomocy ze spektrum autyzmu, zamiast faszerowania ich lekami i przywiązywania do łóżek. Przeszkadza to administracji państwowej, której placówki nie chcą przyjmować ciężkich przypadków. Drugi prowadzi Przystań dla trudnej młodzieży z przedmieść, gdzie ją szkoli, aby opiekowali się podopiecznymi Bruna. Film  pokazuje osoby, które poświęcają się dla innych, nie mając zbytnio środków finansowych, wymaganych pozwoleń i dyplomów.

## Obsada
- Vincent Cassel jako Bruno Haroche
- Reda Kateb jako Malik
- Hélène Vincent jako Hélène
- Catherine Mouchet jako doktor Ronssin
- Bryan Mialoundama jako Dylan
- Alban Ivanov jako Menahem
- Benjamin Lesieur jako Joseph
- Marco Locatelli jako Valentin